# 奥马尔·阿赫特
奥马尔·阿赫特（西班牙語：Omar Ajete，1965年7月31日—），古巴男子棒球运动员。他曾代表古巴参加1992年、1996年和2000年夏季奥林匹克运动会棒球比赛，获得二枚金牌和一枚银牌。